# Atto di precetto
L'atto di precetto è un istituto processuale del ramo civile del diritto italiano, previsto e disciplinato dall'art. 480 del c.p.c. notificato dalla parte con atto scritto. È un'intimazione volta a far adempiere un obbligo risultante da un titolo esecutivo. Tale atto costituisce la fase preliminare dell'esecuzione forzata.

## Contenuto
L'atto di precetto, ai sensi dell'art. 480 c.p.c. deve contenere a pena di nullità:
- L'indicazione delle parti
- La data di notificazione del titolo esecutivo (nel caso questi sia stato notificato precedentemente alla notifica dell'atto di precetto)
- La trascrizione del titolo esecutivo (solo quando questa sia richiesta espressamente dalla legge, ad es. cambiali e assegni)
- La dichiarazione di residenza nel comune in cui ha sede il giudice competente a procedere ad esecuzione forzata. Tale elemento non è obbligatorio: in caso di assenza di tale informazione, le eventuali opposizioni al precetto verranno notificate presso la cancelleria del giudice stesso
- l'avvertimento che il debitore può, con l'ausilio di un organismo di composizione della crisi o di un professionista nominato dal giudice, porre rimedio alla situazione di sovraindebitamento concludendo con i creditori un accordo di composizione della crisi o  proponendo agli stessi un piano del consumatore
- La sottoscrizione della parte

## Notifica
L'atto di precetto deve essere notificato nel domicilio del debitore, e contiene la formale intimazione ad adempiere entro un termine che non può essere minore a dieci giorni dal giorno della notifica stessa. In caso di mancato adempimento tale atto, assieme al titolo esecutivo, darà la possibilità al creditore di procedere alla fase esecutiva.
L'atto di precetto, che ha natura recettizia, può essere notificato assieme al titolo esecutivo, oppure successivamente.

## Efficacia
Ai sensi dell'art. 481 c.p.c. l'atto di precetto perde la propria efficacia se, trascorsi 90 giorni dalla notifica dello stesso,  non è iniziata l'esecuzione forzata.
Se, invece, è proposta opposizione contro il precetto, il termine rimane sospeso e riprende a decorrere a norma dell'art. 627 c.p.c. (art. 481 c.p.c.).

## Riferimenti normativi
- Codice di Procedura Civile